# Haus zur Sonne (Winterthur)

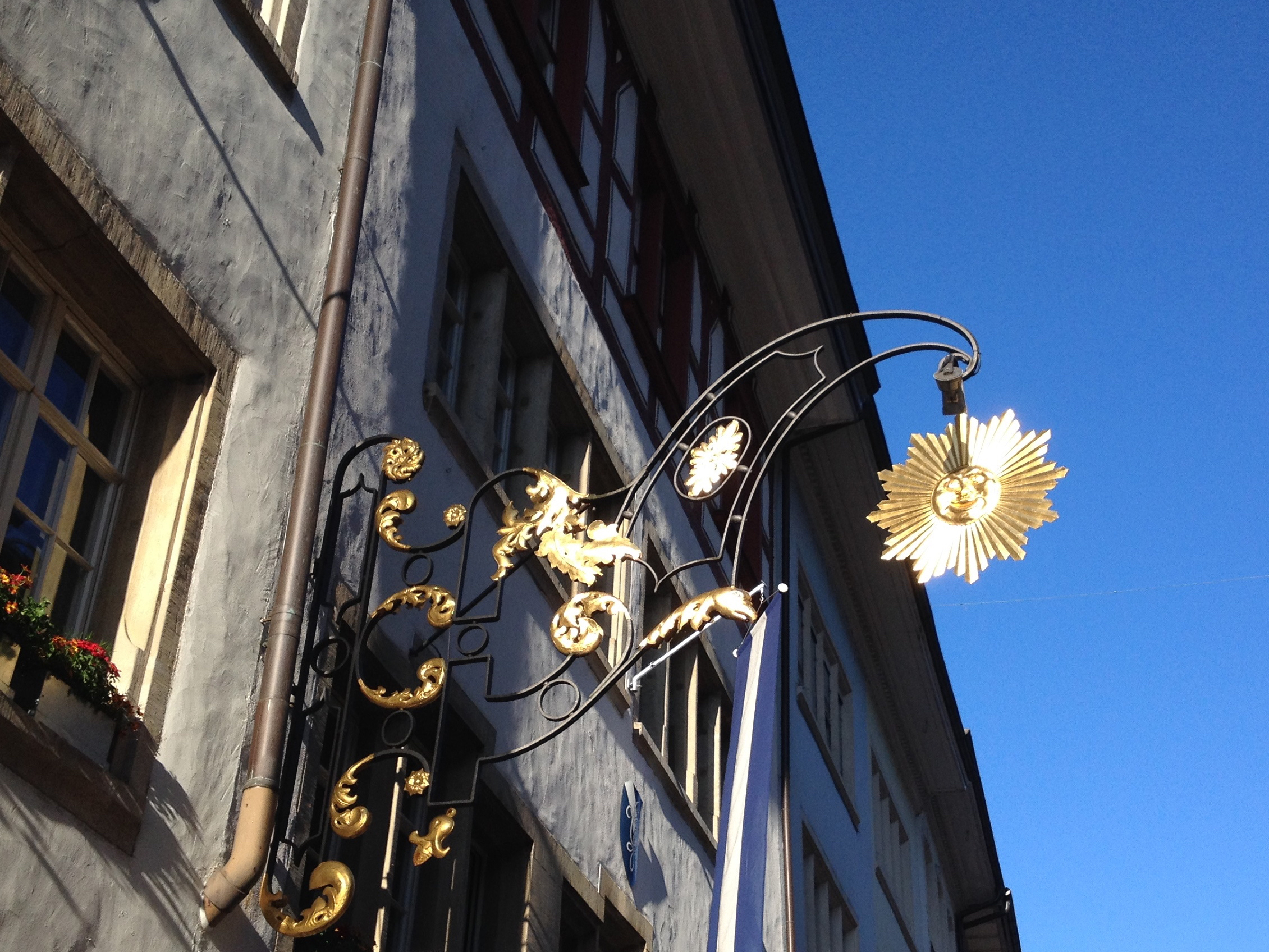
Das schmiedeeiserne Wirtshausschild aus dem 18. Jahrhundert

Das Haus zur Sonne ist eine historische Gaststätte in Winterthur im Kanton Zürich in der Schweiz. Das im Jahr 1557 erbaute Gebäude gilt als eines der ältesten Gasthäuser der Stadt und ist als Kulturgut von regionaler Bedeutung eingestuft.

## Geschichte
Das Gasthaus zur Sonne existierte bereits im Mittelalter und wurde 1557 neu erbaut. Die im ersten Obergeschoss noch heute sichtbaren dreiteiligen Staffelfenster und die dahinter liegende saalartige grosse Gaststube mit Bohlenbalkendecke dürften aus dieser Zeit stammen. Im Jahr 1670 nahmen die Besitzer am Wirtshaus umfangreiche bauliche Änderungen vor. 1800 ging der Bau in den Besitz der Familie Ziegler über, die ihn 1875 an den Konsumverein veräusserte. Dieser richtete im Gebäude seinen Hauptsitz ein und betrieb im Erdgeschoss einen Laden. Im Hof verkaufte er ab 1907 auch Meerfische, die eine preisgünstige Alternative zum damals vergleichsweise teuren Fleisch waren. Von 1925 bis 1975 wurde im Erdgeschoss eine Genossenschaftsbuchhandlung betrieben.

## Heutige Nutzung
Die 1863 gegründete Winterthurer Mittelschulverbindung Vitodurania nutzte die «Sonne» bereits seit 1892 als Stammlokal. Der Altherrenverband dieser Verbindung gründete 1999 den Verein Vito-Haus zur Sonne, der das Gebäude noch im selben Jahr erwarb und seither verwaltet. Im Erdgeschoss befindet sich heute eine Drogerie, während das erste Obergeschoss weiterhin gastronomisch genutzt wird.